# Cannabis en Paraguay
El cannabis en Paraguay es ilegal, aunque el país figura entre los principales productores mundiales de esta planta. La posesión de 10 gramos o menos fue despenalizada en 1988. Paraguay es el segundo mayor productor de cannabis en América Latina, después de México. Se ha establecido como la principal fuente de cannabis para Brasil, Argentina, Uruguay y Chile, con una producción anual de 5900 toneladas métricas según un informe de 2008.
Desde 2019, el uso medicinal del cannabis ha sido autorizado en el país. Según el informe mundial sobre drogas de la ONU en 2023, Paraguay continúa siendo uno de los mayores productores de marihuana en América. El departamento rural de Amambay ha sido históricamente el centro de producción de esta droga en el país.
La mayor parte del cannabis cultivado en Paraguay se destina a la producción de marihuana prensada, que se mezcla con diversos adhesivos para disimular su olor en los controles fronterizos, y se comercializa en forma de ladrillo en toda Sudamérica.

## Cultivo
La fértil tierra roja de Paraguay proporciona condiciones ideales para el cultivo de cannabis, con rendimientos de hasta 6600 libras por hectárea y la posibilidad de múltiples cosechas anuales en algunos terrenos.  Sin embargo, estos cultivos son ilegales y clandestinos. La Secretaría Nacional Antidrogas (Senad) lleva a cabo operativos para erradicar las plantaciones, aunque se critica que muchas de estas acciones parecen más destinadas a la publicidad mediática que a una erradicación efectiva. Los cultivos a menudo se encuentran a la vista cerca de comunidades locales, conocidos tanto por los residentes como por las autoridades locales. Existe una percepción extendida de que algunos funcionarios solicitan grandes sumas de dinero para evitar intervenir en las operaciones de cultivo de marihuana.

## Movimientos de legalización
A principios de 2015, el senador Blas Llano del Partido Liberal Radical Auténtico (PLRA) se convirtió en el político paraguayo de más alto rango en expresar su apoyo a la legalización del cannabis. En diciembre de 2014 se había propuesto despenalizar la posesión y el uso de marihuana, así como permitir la posesión de hasta treinta plantas.
En enero de 2019, el entonces senador Payo Cubas del Partido Cruzada Nacional presentó un proyecto de ley para legalizar el cultivo, la comercialización y el uso medicinal y recreativo de la marihuana. Argumentó que esto sería económicamente beneficioso para Paraguay, superando en ingresos a la soja. Destacó que Paraguay es el mayor productor de marihuana de calidad en América y mencionó el interés de empresas internacionales en adquirirla. También criticó la "doble moral" y señaló que la legalización podría reducir el precio de la marihuana y disminuir la violencia asociada a su venta ilegal.
En abril de 2024, el diputado Jatar Fernández del Partido Cruzada Nacional presentó otro proyecto de ley para autorizar el cultivo de marihuana en domicilios particulares y regular su comercialización y exportación. Argumentó que esto podría reducir la pobreza en el sector campesino y generar ingresos para el Estado.
A finales de mayo de 2024, la Comisión de Prevención, Lucha contra el Narcotráfico y Delitos Conexos del Senado, presidida por el senador Sergio Rojas del PLRA, trabajó con varias entidades para modificar la Ley 1340/88 que regula el tráfico de drogas en Paraguay. El enfoque estuvo en cambiar el artículo 30, que actualmente limita la posesión de marihuana a 10 gramos. Se propusieron aumentar este límite y permitir el cultivo de hasta tres plantas de cannabis en domicilios, con el objetivo de evitar que personas, especialmente mujeres, sean encarceladas por pequeñas cantidades de marihuana.

### Uso medicinal
El proyecto de ley presentado en 2019 por los senadores Víctor Ríos (PLRA) y Patrick Kemper (PEN) fue aprobado por el Senado. Este proyecto busca despenalizar el uso medicinal del cannabis siempre que se realice en un inmueble autorizado por la Senad. Los senadores respaldaron la iniciativa resaltando sus beneficios para pacientes con enfermedades como la epilepsia. Además, el proyecto contempla la posibilidad de cultivo familiar sujeto a registro y supervisión por parte del Ministerio de Salud Pública y Bienestar Social y la Senad. Sin embargo, el Ministerio de Salud y la Senad, expresaron objeciones, argumentando preocupaciones sobre un posible uso incontrolado. El proyecto fue remitido a la Cámara de Diputados para su evaluación y consideración final.

## Aplicación de la ley
La Ley N.º 1.340 (art. 30) de 1988 exime de castigo a quienes posean un máximo de 10 gramos de marihuana para consumo personal.